# Hjortstamia
Hjortstamia — рід грибів родини Phanerochaetaceae. Назва вперше опублікована 2003 року.